# Wayne Blair
Wayne Blair, född 28 november 1971 i Taree, New South Wales, är en australisk skådespelare.
Mailman har bland annat medverkat i TV-serien Irrelevant. Hon har även medverkat i filmerna Seriously Red och The New Boy.

## Filmografi (i urval)
- 2022 – Seriously Red
- 2022 – Irrelevant (TV-serie)
- 2023 – The New Boy
- 2026 – The Entertainment System is Down